# Monte Carmo di Loano
Il monte Carmo di Loano (U Carmu in ligure) è una montagna delle Alpi liguri, nella sottosezione delle Prealpi Liguri, alta 1.389 m s.l.m..

## Geografia
La montagna si trova sulla catena principale alpina tra il Giogo di Toirano (a ovest) e il Giogo di Giustenice. Posta nell'immediato entroterra di Loano, è riconoscibile da molte cime e località della Liguria (tra cui anche Genova) per il suo imponente e isolato profilo. Dalla vetta del monte Carmo, verso nord, si possono scorgere le vicine Alpi Liguri, con in primo piano i monti Galero, Saccarello, Pizzo d'Ormea e Antoroto. In giornate molto limpide si possono peraltro scorgere il profilo del Monviso, della Corsica, di alcune isole dell'arcipelago toscano.
Nonostante la vicinanza del mare (meno di 8 km in linea d'aria), offre scorci tipicamente alpestri. Verso sud ed est presenta scoscesi versanti e creste con scarsa presenza di vegetazione alle quote più elevate. Il versante nord-occidentale, ricoperto di boschi, digrada dolcemente verso la valle della Bormida e la piana di Bardineto. Sono molti i corsi d'acqua che hanno origine dal nodo del Carmo: tra questi, il torrente Giustenice, il torrente Nimbalto ed il rio Bozzera sul versante del mar Ligure; il fiume Bormida di Millesimo sul versante padano.
Il termine Carmo compare in numerosi altri toponimi liguri con il significato di Monte.

## Accesso alla cima

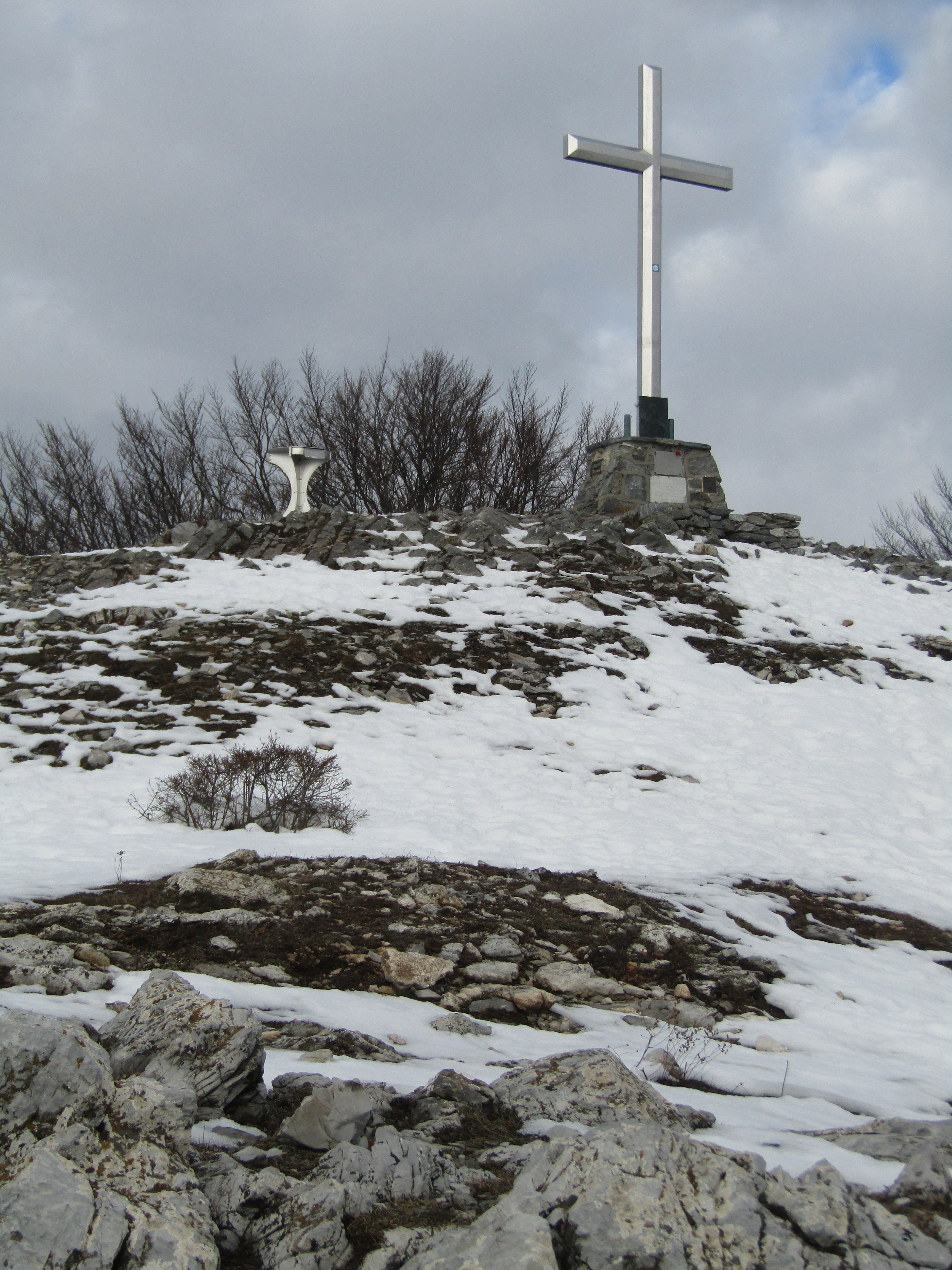
Croce di vetta e tavola di orientamento

Il Carmo è una vetta delle Alpi liguri molto conosciuta e frequentata da escursionisti e cicloescursionisti. 
La sommità può essere raggiunta tramite il ripido percorso che sale dalla località Castagnabanca di Verzi (frazione di Loano); la vetta è raggiungibile anche utilizzando l'alta via dei Monti Liguri, con partenza dal Giogo di Giustenice o dal Giogo di Toirano.
Poco sotto la vetta si trova la Baita "Amici del Carmo" con annesso un bivacco sempre aperto; un altro rifugio si incontra, per chi sale da Castagnabanca, in località Pian delle Bosse. Sulla vetta sorgono una croce metallica e una tavola di orientamento che permette di riconoscere i monti circostanti.

## Tutela naturalistica
La montagna e l'area circostante fanno parte del SIC (Sito di importanza comunitaria) denominato Monte Carmo - Monte Settepani (codice: IT1323112 ). Il monte Carmo rappresenta il limite sud-orientale dell'areale di Gentiana ligustica, una specie endemica delle Alpi liguri e marittime.

## Galleria d'immagini

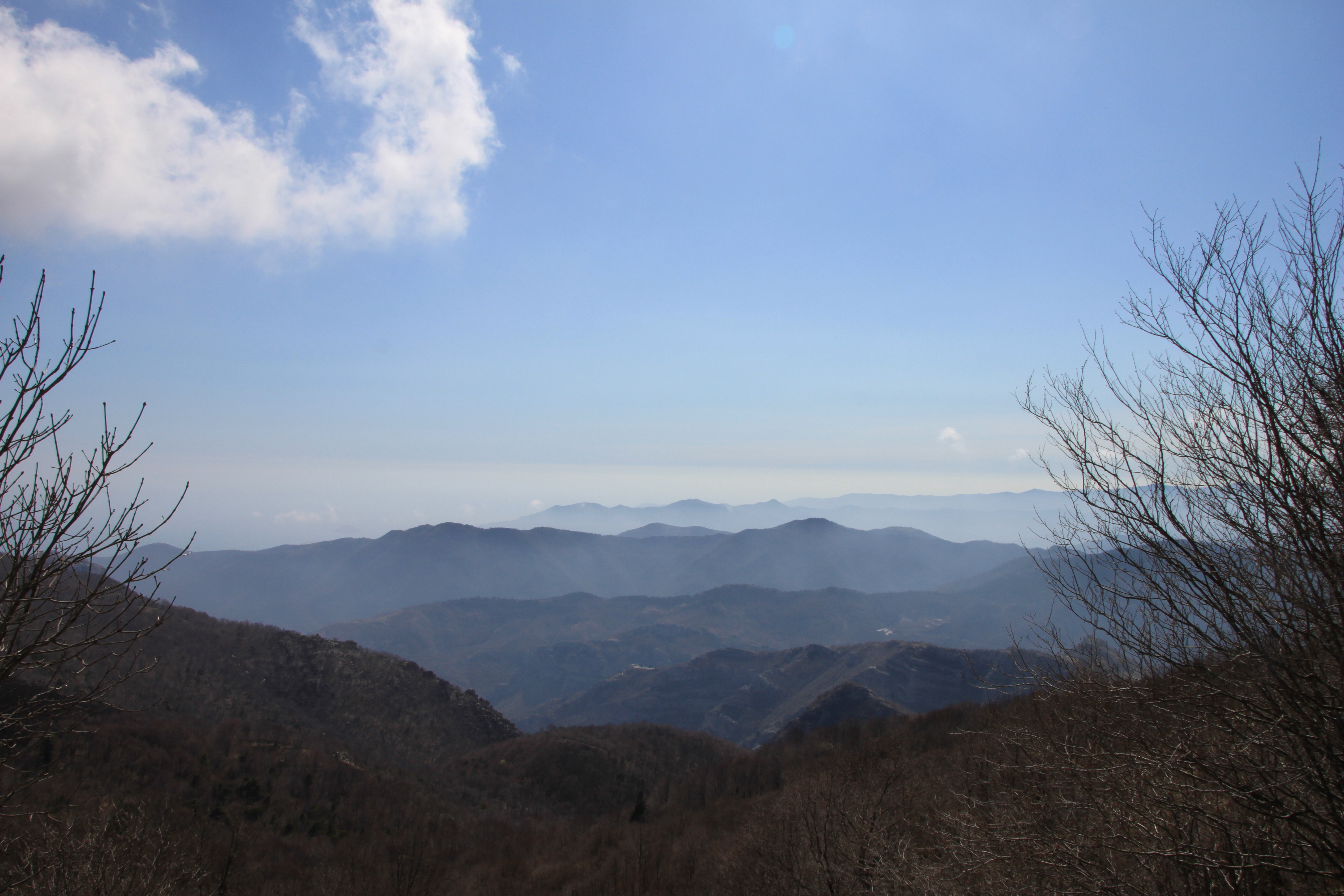
Panorama dal Carmo (1)
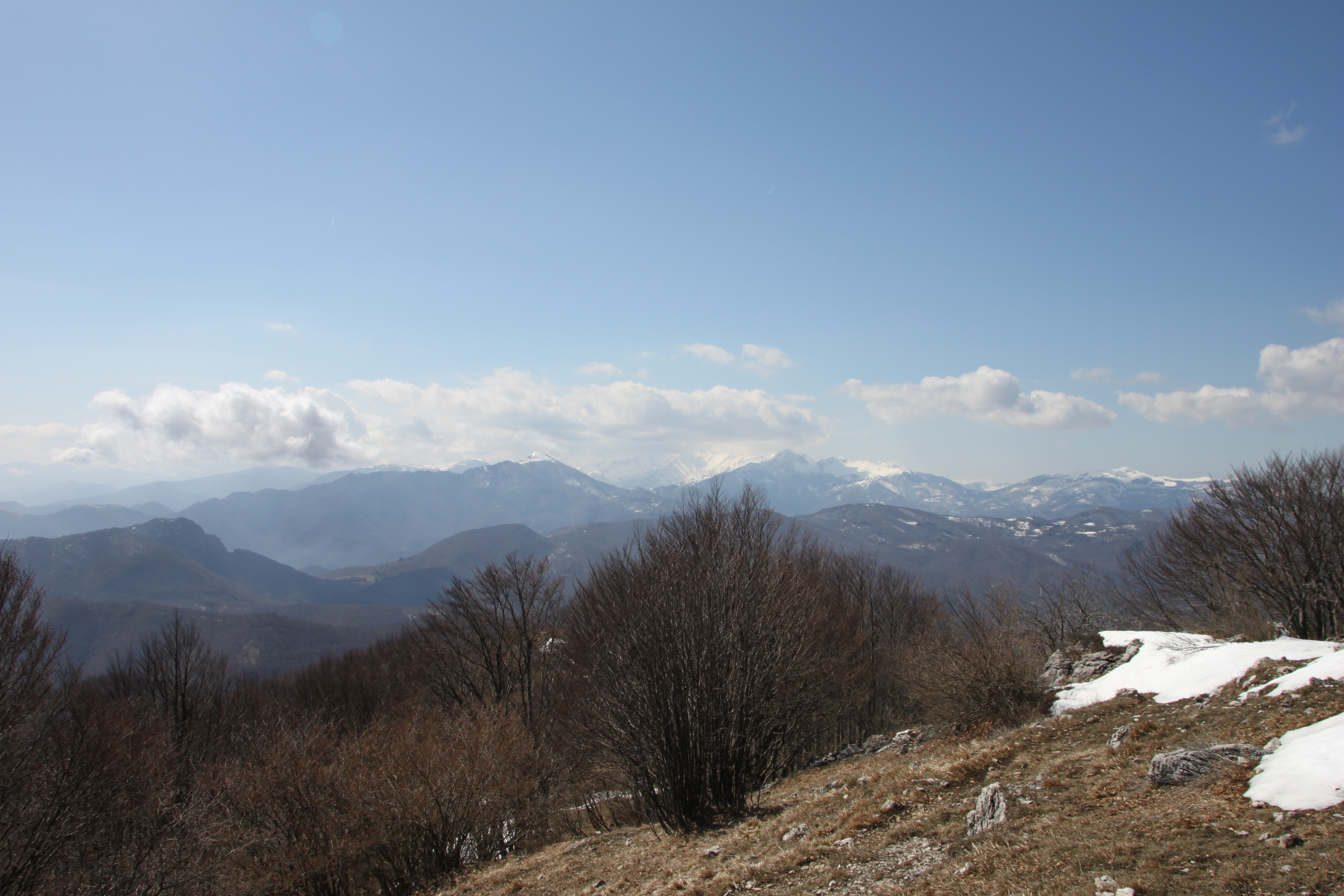
Panorama dal Carmo (2)
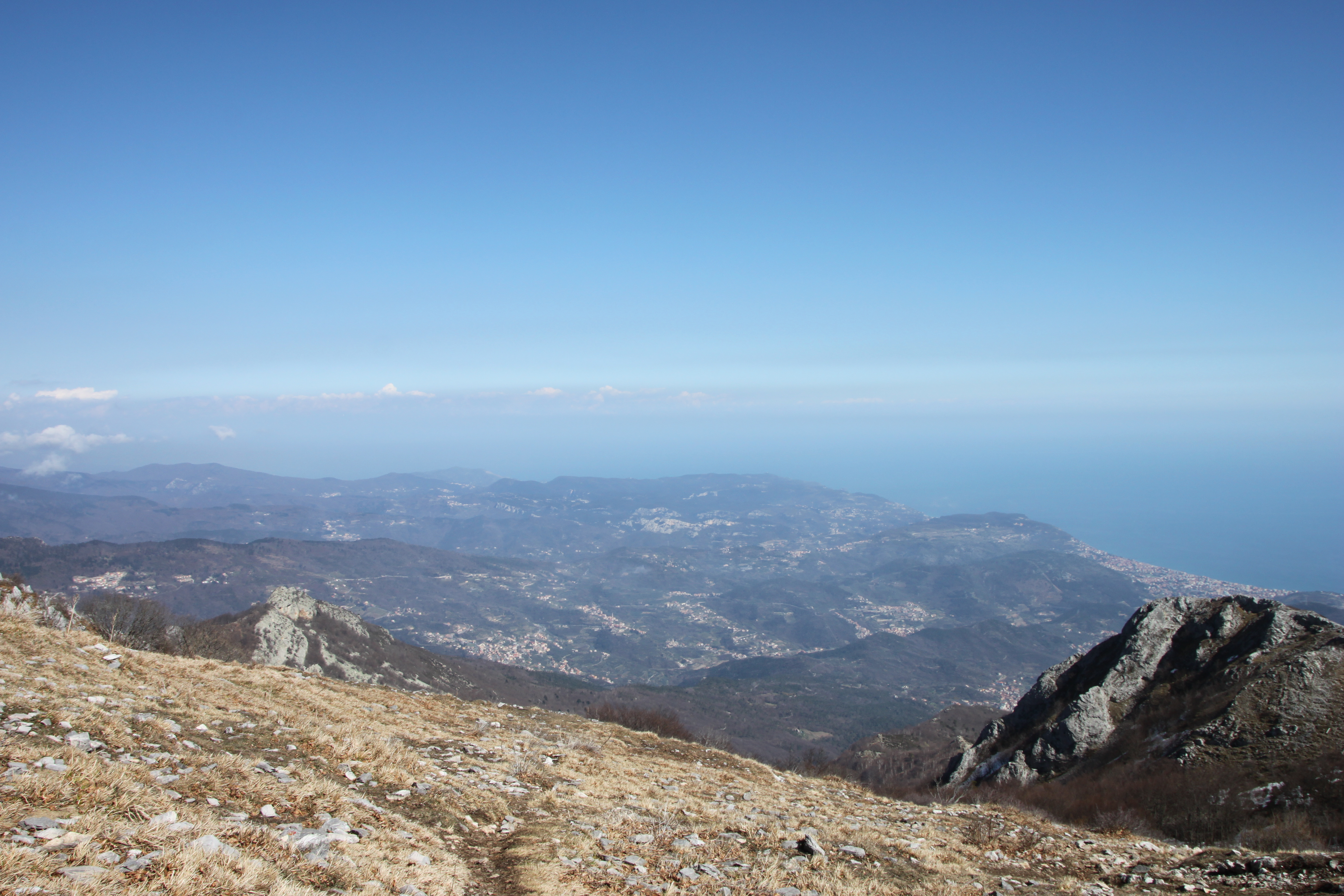
Panorama dal Carmo (3)
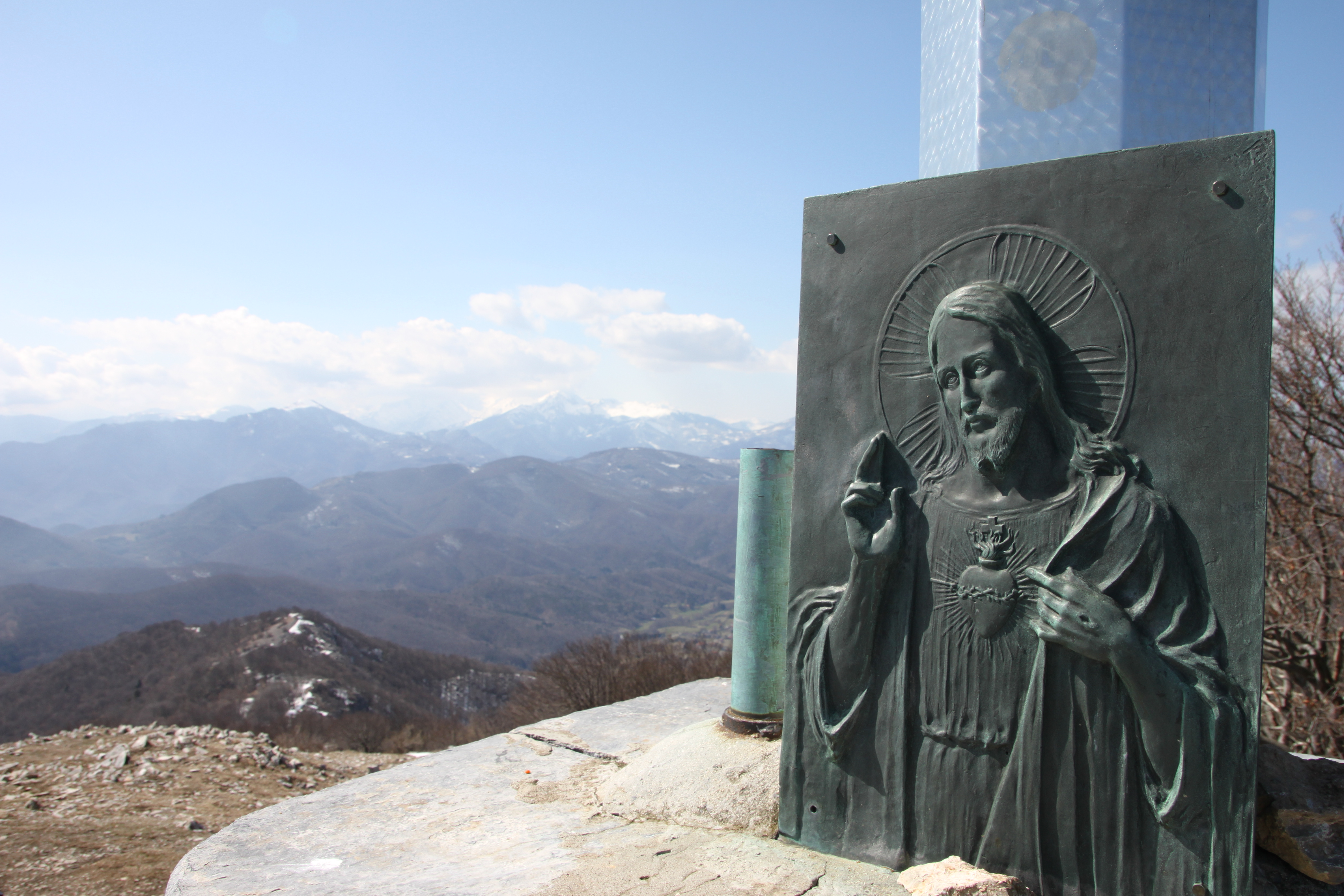
Il basso rilievo alla base della croce di vetta